# Хатуна Калмахелідзе
Хатуна Калмахелідзе (груз. ხათუნა კალმახელიძე; 11 лютого 1979, Тбілісі) — грузинська державна діячка, політик і дипломат, Міністр з виконання покарань і юридичної допомоги (21 грудня 2009 – 19 вересня 2012).

## Біографічна довідка
2001-2005 роках закінчила факультет політології, Хантерського коледжу в Нью-Йорку. 
2005-2007 роках закінчила факультет міжнародних відносин Університету Джорджа Вашингтона. 
2004-2006 роках працювала в місії Організації Об'єднаних Націй. 
2006-2008 роках працювала в Міжнародному фонді виборчих систем (IFES) Політичні фінанси Дослідження. 
2008-2009 роках працювала в Міністерстві закордонних справ Грузії
2009-2012 роках Міністр виправних установ та правової допомоги Грузії 
19 вересня 2012 року подала у відставку через протести, що викликані скандалом з тортурами та зґвалтуваннями ув'язнених у Глданській в'язниці.
Розмовляє грузинською, російською, англійською, німецькою та французькою мовою.